# Kōichi Mashimo
Kōichi Mashimo (真下 耕一, Mashimo Kōichi), né le 21 juin 1952, est un réalisateur japonais d'anime.
Il est le principal réalisateur du studio Bee Train.

## Filmographie

### Réalisateur

#### Cinéma
- 1986 : Nom de code: Love City
- 1987 : Original Dirty Pair: Project Eden
- 1992 : The Weathering Continent
- 2003 : Immortal Grand Prix

#### Télévision
Séries télévisées
- 1977 : Chogattai majutsu robot Ginguiser
- 1977 : Ippatsu Kanta-kun
- 1977 : Yattâman
- 1978-1979 : Gatchaman II
- 1979-1980 : Gatchaman F
- 1981 : Ogon senshi Gold Raitan
- 1983 : Super Durand, détective de choc
- 1988 : Dominion Tank Police
- 1988 : Efu
- 1990 : Les aventures de Robin des Bois
- 1995 : Bakuretsu hunters
- 1996 : Sorcerer Hunters OAV
- 1997 : Eat-Man
- 1998 : Popolocrois monogatari
- 2001 : Noir
- 2001 : Sabaku no kaizoku! Captain Kuppa
- 2002-2003 : .hack//SIGN
- 2003 : .hack//Legend of the Twilight
- 2003 : Avenger
- 2004 : Madlax
- 2004-2005 : Meine Liebe
- 2005-2006 : Reservoir Chronicle: Tsubasa
- 2006 : .hack//Roots
- 2006 : Ginyuu mokushiroku: Meine liebe wieder
- 2006-2007 : Spider Riders
- 2007 : El Cazador de la Bruja
- 2007 : Spider Riders: Yomigaeru taiyou
- 2008 : L'Habitant de l'infini
- 2009 : Phantom: Requiem for the Phantom
- 2011-2012 : Hyouge Mono
- Prochainement : The Irresponsible Captain Tylor

### Scénariste

#### Cinéma
- 1992 : The Weathering Continent
- 2003 : Immortal Grand Prix

#### Télévision
Séries télévisées
- 1988 : Dominion Tank Police
- 1993 : The Irresponsible Captain Tylor
- 1998 : Popolocrois monogatari
- 2001 : Sabaku no kaizoku! Captain Kuppa
- 2002 : .hack//SIGN
- 2004 : Madlax
- 2005 : IGPX: Immortal Grand Prix
- 2007 : El Cazador de la Bruja
- Prochainement : Eat-Man